# چرنولسوفسکی
چرنولسوفسکی (انگلیسی: Chernolesovsky) یک شهرک در شهرستان اوفیمسکی استان باشقیرستان کشور روسیه است.